# Ocnosispa coccinea
Ocnosispa coccinea es una especie de insecto coleóptero de la familia Chrysomelidae.
Fue descrita científicamente en 1844 por Guérin-Méneville.